# 北行政区

橘色部分為北行政区所在位置

北行政区（羅馬化：Severny administrativny okrug），位於俄罗斯莫斯科的行政区。北行政区创立于1991年。面积109.9平方公里，人口1,100,974人（2010年統計）。

## 标志

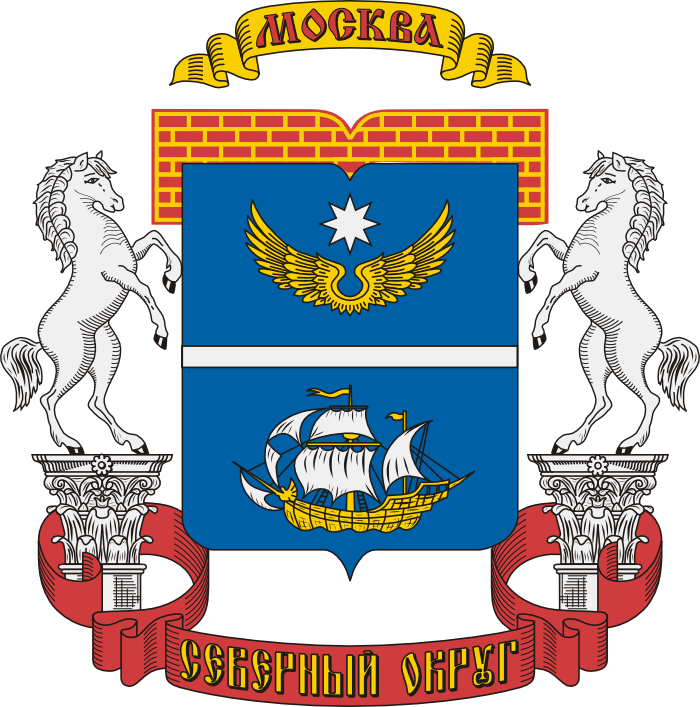
北行政区徽章

## 行政区划
北行政区划分为16个区。

## 经济
北行政区是俄罗斯众多航空制造公司的所在地。伊尔库特公司、伊留申航空集团、雅科航空器集团、米格航空器集团、苏霍伊航空集团等航空器制造公司都位于该行政区。